# Boala Bornholm
Boala Bornholm sau pleurodinie infecțioasă, este o boală infecțioasă cauzată de virusul Coxsackie B (1-5). A fost denumită astfel după insula Bornholm, unde a fost înregistrată o epidemie de mialgie infecțioasă cauzată de virusul Coxsackie. 
Debut brusc cu durere recidivantă corespunzatoare ariei de inserție a diafragmului. Frecvent în timpul crizelor este prezentă febra. Pot să mai apară cefaleea, faringita, alterarea stării generale sau greață. Rareori apar orhita sau meningita aseptică. 
Bilbiografie: Diagnostic si tratament in practica medicala, LM Tierney
1. 1 2  Monarch Disease Ontology release 2018-06-29[*] Verificați valoarea |titlelink= (ajutor);
2. ↑  Disease Ontology, accesat în 15 mai 2019